# ФК Војводина Товаришево
ФК Војводина је српски фудбалски клуб из Товаришева. Основан је 1924. године, а тренутно наступа у ПФЛ Сомбор, петом рангу фудбалског такмичења.